# 8540 Ardeberg
8540 Ardeberg è un asteroide della fascia principale. Scoperto nel 1993, presenta un'orbita caratterizzata da un semiasse maggiore pari a 3,1242829 UA e da un'eccentricità di 0,2118360, inclinata di 4,71331° rispetto all'eclittica.
L'asteroide è dedicato all'astronomo Arne Ardeberg, direttore dell'European Southern Observatory tra il 1979 e il 1984.